# Kunga Lekpa
Kunga Lekpa (tibétain : ཀུན་དགའ་ལེགས་པ, Wylie : Kun dga legs pa, né en 1433 et décédé en 1483, est de 1448 à 1481, régent, de l'Ü-Tsang (Tibet central), de la dynastie Phagmodrupa.